# Elección al Senado de los Estados Unidos en Indiana de 2022
La elección del Senado de los Estados Unidos de 2022 en Indiana se llevó a cabo el 8 de noviembre de 2022 para elegir a un miembro del Senado de los Estados Unidos para representar al estado de Indiana.
El senador republicano titular Todd Young anunció el 2 de marzo de 2021 que se postula para un segundo mandato. Young fue elegido por primera vez para el Senado en 2016 con el 52,1 % de los votos, reemplazando al senador estadounidense retirado Dan Coats. Young y McDermott ganaron sus respectivas primarias el 3 de mayo de 2022.